# Citizen Kane
En sensation (originaltitel: Citizen Kane, vilket rakt översatt blir ungefär "Medborgare Kane") är en amerikansk dramafilm från 1941, regisserad och producerad av Orson Welles. Manuset är skrivet av Herman J. Mankiewicz och Orson Welles.
Historien handlar om den förmögne tidningsmannen Charles Foster Kane, spelad av Orson Welles, som smutskastar alla i sin omgivning. Denna Orson Welles mycket omtalade regidebut anses vara ett av de mest inflytelserika verken i filmhistorien och har ständigt omhuldats av kritiker.

## Handling
Den världsberömde och extremt förmögne Charles Foster Kane (Orson Welles) avlider i sitt stora palats Xanadu. Precis innan han dör yttrar han ordet "rosebud!" (rosenknopp/rosenfnask), vilket noteras av tjänstefolket. Reportern Jerry Thompson (William Alland) får i uppdrag att ta reda på innebörden av ordet.
Thompson söker rätt på Kanes tidigare fru, affärskollegor och bekanta. Han får veta mycket om Kane. Hur han föds fattig, men tack vare en guldfyndighet på hans mors mark skickas han som barn en snöig vinterdag iväg för att få en utbildning. Som 25-åring ger han sig in i tidningsbranschen, och han försöker senare bli guvernör. En otrohetsaffär sätter dock stopp för planerna.
Kanes andra fru, Susan Alexander (Dorothy Comingore), berättar om deras olyckliga äktenskap där hon tvingas in i operavärlden trots att hon saknar talang och vilja till det. Den sista tiden lever de isolerade i Kanes enorma residens Xanadu fram till att Susan får nog och lämnar honom.
Thompson får veta mycket, men inte det han vill. Han gör ett besök i Xanadu där Kanes väldiga samling av antikviteter och annat han samlat på sig under sitt liv nu packas ihop. Men han tvingas bara konstatera att mysteriet med "rosebud" för honom förblir en mystisk pusselbit i Kanes liv. Tittarna får dock reda på innebörden av ordet i filmens slutskede.

## Rollista i urval
| Orson Welles      | – Charles Foster Kane                                              |
| Joseph Cotten     | – Jedediah Leland                                                  |
| Dorothy Comingore | – Susan Alexander Kane; Kanes älskarinna och därefter andra hustru |
| Everett Sloane    | – Mr Bernstein                                                     |
| Ray Collins       | – Jim W. Gettys                                                    |
| George Coulouris  | – Walter Parks Thatcher                                            |
| Agnes Moorehead   | – Mary Kane; Kanes mamma                                           |
| Paul Stewart      | – Raymond                                                          |
| Ruth Warrick      | – Emily Monroe Norton Kane; Kanes första hustru                    |
| Erskine Sanford   | – Herbert Carter                                                   |
| William Alland    | – Jerry Thompson                                                   |
| Harry Shannon     | – Jim Kane; Kanes pappa                                            |
| Georgia Backus    | – Bertha Anderson                                                  |
| Fortunio Bonanova | – Signor Matiste                                                   |
| Sonny Bupp        | – Charles Foster Kane III; Kanes son                               |
| Buddy Swan        | – Charles Foster Kane som ung                                      |
| Gus Schilling     | – John; hovmästare på nattklubben Atlantic City                    |
| Philip Van Zandt  | – Mr Rawlston                                                      |

## Produktion
Som förebild för den porträtterade pressmagnaten Charles Foster Kane har den amerikanske tidningsmannen William Randolph Hearst pekats ut. Till exempel bär Hearsts bostad, Hearst Castle, likheter med Kanes bostad Xanadu.
Welles nyskapande filmregi inkluderar att berätta om Kanes liv utan rak kronologi och istället via ett pussel och subjektiva perspektiv från personer dennes omgivning. Filmfotot sköttes av Gregg Toland, och extrem djupskärpa, en flytande rörlig kamera, långa och klipplösa tagningar och andra effekter i filmen har påverkat många senare filmskapare.

## Mottagande
Filmen var nominerad till nio Oscar, bland andra bästa film, bästa manliga skådespelare och bästa regi, men fick nöja sig med en enda, priset för bästa originalmanuskript (skrivet av Welles i samarbete med Herman J. Mankiewicz).
1962 utsågs filmen som den bästa någonsin i tidskriften Sight & Sounds kritikeromröstning som hålls var tionde år. Denna placering bestod varje omröstning fram till 2012, då filmen knuffades till andra plats av Alfred Hitchcocks Studie i brott från 1958. Den utsågs som den bästa filmen genom tiderna i Amerikanska Filminstitutets lista AFI's 100 Years...100 Movies 1998 och 2007.

## Eftermäle
På 1980-talet hade affärsmannen Ted Turner planer på att göra en dator-kolorerad version av filmen, som bolaget Turner Entertainment förvärvat rättigheterna till. Detta väckte dock starka reaktioner, bland annat från Welles själv och projektet lades snabbt ner.